# Chloe Chua
Chloe Chua (en chinois 蔡珂宜 ; en pinyin Cài Kēyí), née le 7 janvier 2007 à Singapour, est une violoniste singapourienne.
Elle est lauréate du premier prix de la division Junior du Concours international Yehudi Menuhin pour jeunes violonistes 2018 à Genève, en Suisse,. Elle est aussi la lauréate du 24e Concours international de violon Andrea Postacchini dans la catégorie A.

## Biographie
Chloe Chua est originaire de Singapour où elle naît en 2007. Elle est initiée au violon à l'âge de 4 ans et au piano à 2 ans et demi par sa mère, qui est professeur de musique. Son professeur est Yin Ke, qui commence à lui enseigner à l'âge de 4 ans à l'Académie des Beaux-Arts de Nanyang  et à la section cordes de l'École des jeunes talents.
Elle se produit à travers le monde dans des pays comme le Royaume-Uni, l'Italie, la Chine, la Thaïlande, l'Arabie saoudite et Singapour, ainsi que dans des festivals comme le New Virtuosi Queenswood Masterclass, le Singapore Violin Festival et le Chingay Festival.
Chloe Chua joue également en orchestre, avec l'Orchestre symphonique de Singapour, avec l'Orchestre Philharmonique de Xiamen, avec les Solistes de Chambre de Salzbourg, avec l'Orchestre National des Jeunes de Russie, avec le Kammerorchester Basel et avec l'Orchestre Philharmonique de Chine.
En 2018, Chloe Chua et Christian Li remportent tous les deux le premier prix de la division Junior du Concours international Yehudi Menuhin pour jeunes violonistes à Genève.
Après la présentation de sa performance au Concours Menuhin, dans la vidéo de 2018 « Is Ling Ling a Girl ? » présentée par les YouTubers musicaux Brett Yang et Eddy Chen de TwoSet Violin, ces deux derniers se rendent auprès de Chloe Chua en septembre 2020 et organisent une séance de master class sur la pièce Paganiniana composée par le violoniste Nathan Milstein du Caprice no 24 de Paganini,,. Chloe Chua participe aussi à un « Ling Ling Workout » avec les mêmes youtubeurs Chen et Yang, qui sort en mars 2021.
Chloe Chua joue souvent sur des violons rares comme un Vincenzo Postiglioni de 1884 prêté par Peter Chew, et elle bénéficie d'un prêt d'un an pour un violon Amati de 1625, prêté par Florian Leonhard Fine Violins. Elle joue ensuite sur un Peter Guarneri, Mantua 1729, prêté par la Collection Rin.

## Palmarès
- Gagnante du premier prix, division Junior, Concours international de cordes de Thaïlande[5].
- 2015 : Troisième prix, division Junior, Concours national de piano et de violon de Singapour[5].
- 2016 : Lauréate du premier prix, catégorie Junior, Symphony 924 Young Talents Project[15].
- 2017 : Troisième prix, 2e Concours international Mozart de Zhuhai pour jeunes musiciens, groupe de violon A[3],[5].
- 2017 : Premier prix, catégorie A, 24e Concours de violon Andrea Postacchini[3],[5].
- 2017 : Premier prix, division Junior, Concours national de piano et de violon de Singapour[5],[16].
- 2018 : Premier prix (à égalité), division Junior, Concours international Yehudi Menuhin pour jeunes violonistes[2].